# Ovar (Portugalia)
Ovar este un oraș în Districtul Aveiro, Portugalia.

## Populație
| Populație (1801 – 2011) | Populație (1801 – 2011) | Populație (1801 – 2011) | Populație (1801 – 2011) | Populație (1801 – 2011) | Populație (1801 – 2011) | Populație (1801 – 2011) | Populație (1801 – 2011) | Populație (1801 – 2011) | Populație (1801 – 2011) |
| ----------------------- | ----------------------- | ----------------------- | ----------------------- | ----------------------- | ----------------------- | ----------------------- | ----------------------- | ----------------------- | ----------------------- |
| 1801                    | 1849                    | 1900                    | 1930                    | 1960                    | 1981                    | 1991                    | 2001                    | 2008                    | 2011                    |
| 10 822                  | 10 075                  | 25 605                  | 29 970                  | 35 320                  | 45 378                  | 49 659                  | 55 198                  | 57 983                  | 55 398                  |